# Induismo nei paesi arabi
Ci sono molti indù nei Paesi arabi, la stragrande maggioranza dei quali a causa della migrazione di lavoratori indiani e nepalesi nelle nazioni ricche di petrolio degli Stati attorno al Golfo Persico.
Templi induisti sono stati costruiti in Bahrain, Emirati Arabi Uniti, Yemen ed Oman.
Un'ampia diaspora di cittadini indiani, di diverse religioni, risiede e lavora nei paesi arabi. La cifra stimata per la popolazione l'indù nel 2010, tra alcuni paesi arabi è la seguente, secondo il Pew Research Center:
- Emirati Arabi Uniti - 490.000
- Arabia Saudita - 390.000
- Kuwait - 300.000
- Qatar - 240.000
- Oman - 150.000
- Yemen - 150.000
- Bahrain - 120.000
- Totale: 1,84 milioni

Il numero di indù in altri paesi arabi, compresi i paesi del Levante e del Nordafrica, è pensato per essere un numero alquanto trascurabile, anche se la Libia ha una comunità indo-nepalese di circa 10.000 individui (secondo i dati del 2007), molti dei quali indù. Non è noto se esistono templi indù in questi paesi.